# کاتارینا باوناچ
کاتارینا باوناچ (انگلیسی: Katharina Baunach؛ زادهٔ ۱۸ ژانویهٔ ۱۹۸۹) بازیکن فوتبال اهل آلمان است.
از باشگاه‌هایی که در آن بازی کرده‌است می‌توان به باشگاه فوتبال زنان بایرن مونیخ اشاره کرد.
وی همچنین در تیم‌های ملی فوتبال Germany women's national youth football team، و Germany women's national youth football team، و Germany women's national youth football team، و Germany women's national under-20 football team, Germany women's national youth football team، و زنان آلمان بازی کرده‌است.